# Markovina
Markovina (cyr. Марковина) – wieś w Czarnogórze, w gminie Cetynia. W 2011 roku liczyła 8 mieszkańców.